# 24° Escuadrón de Tácticas Especiales

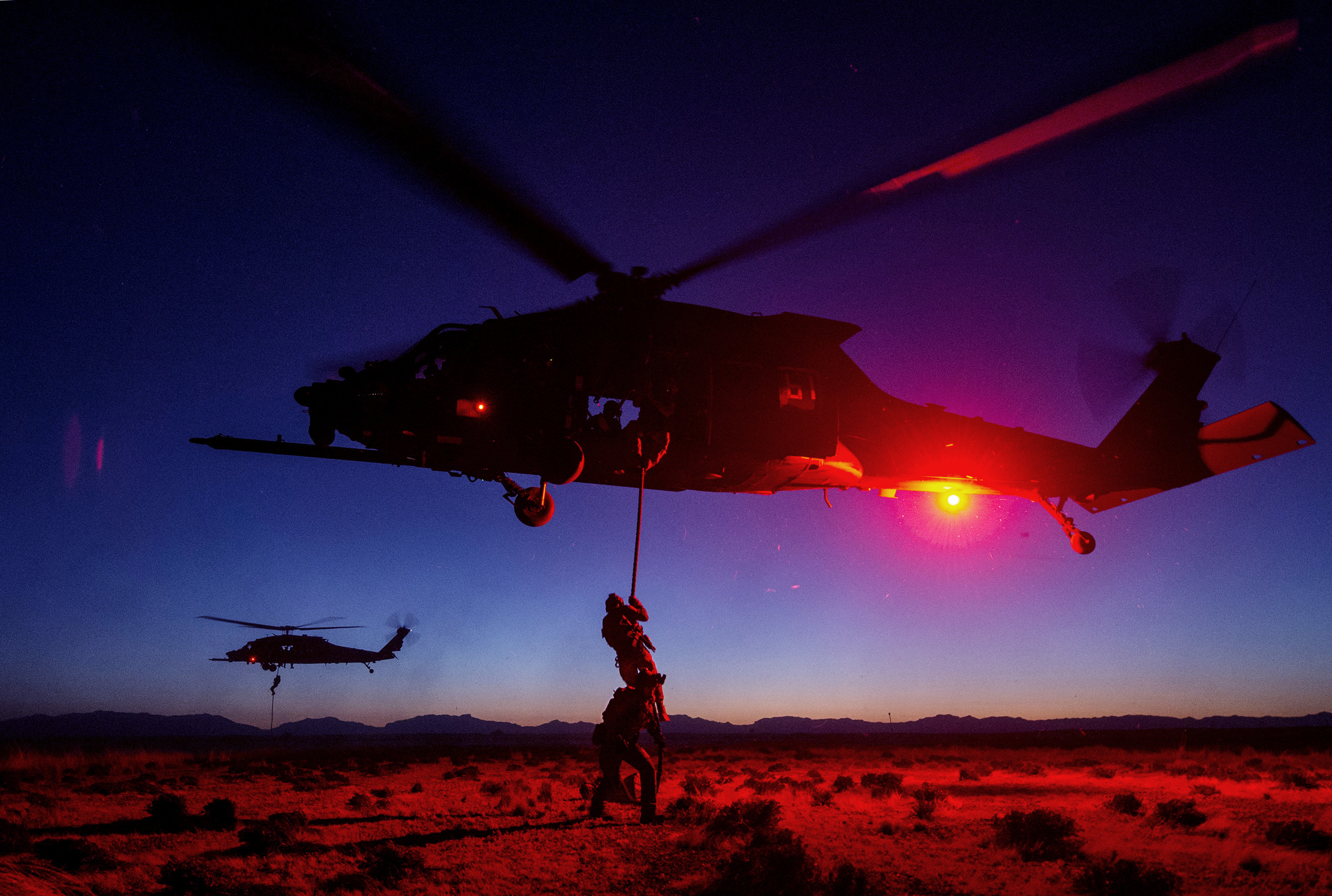
Miembros del 24°Escuadrón de Tácticas Especiales de la Fuerza Aérea de los Estados Unidos, completando el entrenamiento de descenso con cuerdas desde un helicóptero, durante un ejercicio avanzado realizado en los Estados Unidos para formar operadores capaces de llevar a cabo operaciones conjuntas con la USAF.

El 24° Escuadrón de Tácticas Especiales es una de las unidades de Tácticas Especiales del Comando de Operaciones Especiales (AFSOC) de la Fuerza Aérea de los Estados Unidos (USAF). Es el componente de la Fuerza Aérea de los Estados Unidos del Mando Conjunto de Operaciones Especiales (JSOC). El escuadrón está acuartelado en la Base de Pope de la Fuerza Aérea, en Carolina del Norte.

## Misión
El 24° Escuadrón de Tácticas Especiales proporciona aviadores de operaciones especiales para el Comando Conjunto de Operaciones Especiales, incluidos los pararescatistas, los controladores de combate, el reconocimiento especial y el personal del Equipo de Control Aéreo Táctico. Son una unidad militar de primer nivel de la Fuerza Aérea, los miembros del 24° Escuadrón de Tácticas Especiales se ofrecen como operadores para el primer Destacamento Operacional de Fuerzas Especiales del Ejército (también conocido como Delta Force) y el Grupo de Desarrollo de Guerra Naval Especial de la Armada, o DEVGRU (también conocido como Equipo SEAL 6) debido a sus habilidades específicas. Como tal, los miembros del 24° Escuadrón de Tácticas Especiales, también están capacitados para realizar operaciones secretas y clandestinas como acción directa, contraterrorismo, contrainsurgencia, rescate de rehenes y reconocimiento especial.

## Historia

### Segunda Guerra Mundial
El primer predecesor del escuadrón se activó en Hamilton Field en octubre de 1941 para ser la unidad directora del 24° Grupo de Persecución, que se formó simultáneamente en el campamento Clark, en Filipinas, como sede de los escuadrones de persecución de la Fuerza Aérea del Departamento de Filipinas.  Después de completar el entrenamiento, el escuadrón zarpó en el presidente Garfield de la USAT el 6 de diciembre de 1941. Sin embargo, debido a los ataques japoneses en Pearl Harbor y Clark Field, el presidente Garfield regresó al puerto el 10 de diciembre y el escuadrón regresó a Hamilton Field.
Aunque nominalmente asignado al 24° Grupo desde enero hasta octubre de 1942, el escuadrón sirvió con las fuerzas de defensa aérea en la costa del Pacífico hasta que se disolvió el 31 de marzo de 1944, cuando las Fuerzas Aéreas del Ejército convirtieron sus unidades en los Estados Unidos. De una tabla rígida de unidades de organización a unidades base más flexibles. Su personal y su equipo fueron transferidos a la Unidad Base 411 de la Ala de Combate, ubicada en Berkeley, California.

### Invasión de Panamá
El 24° Escuadrón de Tácticas Especiales participó en la invasión de Panamá por los Estados Unidos en 1989.

### Batalla de Mogadiscio
El 24° Escuadrón de Tácticas Especiales desplegó 11 miembros del personal, incluido el comandante de la unidad, el teniente coronel Jim Oeser, como parte de la Fuerza de Tarea Ranger del JSOC, durante la Operación Restaurar la Esperanza en 1993. Debido a  sus acciones durante la Batalla de Mogadiscio se otorgaron múltiples condecoraciones a los aviadores. El pararescatista Sargento Tim Wilkinson recibió la Cruz de la Fuerza Aérea, y su compañero el Sargento Scott Fales recibió la Estrella de Plata al valor, ambos por brindar atención médica que salvó la vida de los soldados heridos.
El controlador de combate Sargento Jeffrey W. Bray, también recibió la Estrella de Plata por coordinar los ataques de helicópteros durante la noche alrededor de sus posiciones.

### Ejercicio militar en Canadá
Del 15 al 20 de septiembre de 2000, el 24º Escuadrón junto con el 23º Escuadrón de Tácticas Especiales participó en el ejercicio militar canadiense anual de búsqueda y rescate (SAR). Esta fue la primera vez que las unidades de Tácticas Especiales participaron en el ejercicio.

### Invasión de Irak
En los últimos años, el escuadrón ha estado muy involucrado en operaciones de combate en Irak y Afganistán, donde la unidad formaba parte de las agrupaciones del JSOC Fuerza de Tareas 121, Fuerza de Tareas 626 y Fuerza de Tareas 145.
En 2003, miembros de la unidad participaron en dos combates en las fases iniciales de la Guerra de Irak, junto con el 3er Batallón de Rangers. El primer salto de combate fue el 24 de marzo de 2003, cerca de la frontera siria, en la ciudad iraquí de Al Qaim, donde aseguraron una pequeña pista de aterrizaje en el desierto para permitir la entrada de las fuerzas de la coalición en la zona. El segundo salto de combate fue dos días después cerca de Haditha, Irak, donde aseguraron la presa de Haditha.
El 8 de abril de 2003, el controlador de combate Scott Sather, miembro del 24º Escuadrón, se convirtió en el primer aviador muerto en combate en la Operación Libertad Iraquí cerca de Tikrit, Irak. Estaba adjunto a un pequeño equipo del 75 ° Destacamento de Reconocimiento del Regimiento de Raiders. El equipo estaba operando junto a los Delta Force, bajo el mando del teniente coronel Pete Blaber, al oeste de Bagdad. Se les encomendó la tarea de engañar al ejército iraquí haciéndole creer que la principal invasión estadounidense venía del oeste para evitar que Sadam Hussein escapara a Siria. La Base Aérea de Sather fue nombrada en su honor.
El 24° Escuadrón era parte de la Fuerza de Tarea 145 del JSOC, una agrupación provisional específicamente encargada de perseguir a líderes iraquíes y de Al-Qaeda, incluido el líder de Al-Qaeda en Irak, Abu Musab al-Zarqawi, quien fue asesinado en junio de 2006.

### Guerra en Afganistán

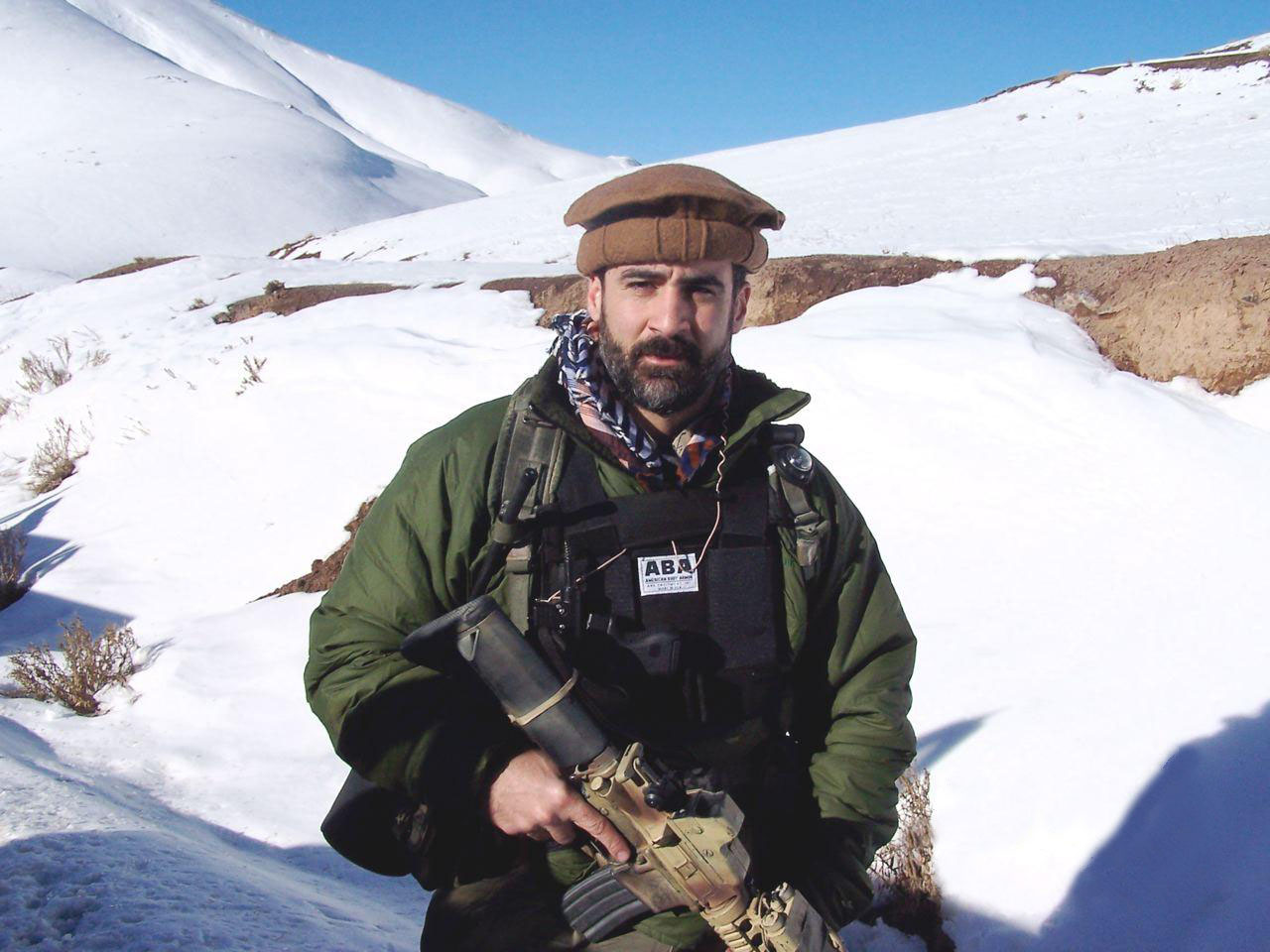
El paracaidista rescatista sargento primero Ramón Colón-López desplegado en Afganistán.

El escuadrón perdió a tres miembros, los soldados John Brown, Daniel Zerbe y Andrew Harvell, en 2011 cuando el helicóptero de transporte militar Chinook en el que volaban fue derribado en Afganistán.

### Homenaje en los Estados Unidos
Para honrar a los tres miembros del 24° Escuadrón que murieron en el derribo del Chinook en 2011, 18 miembros de AFSOC marcharon 800 millas desde la Base de la Fuerza Aérea Lackland, en San Antonio, Texas, hasta Hurlburt Field, Florida, en su memoria.